# Hârseni
Hârseni alte Schreibweise Hîrseni [ˈhɨrsenʲ] (deutsch Scharkan, ungarisch Herszény) ist eine Gemeinde im Kreis Brașov in der Region Siebenbürgen in Rumänien.

## Geographische Lage

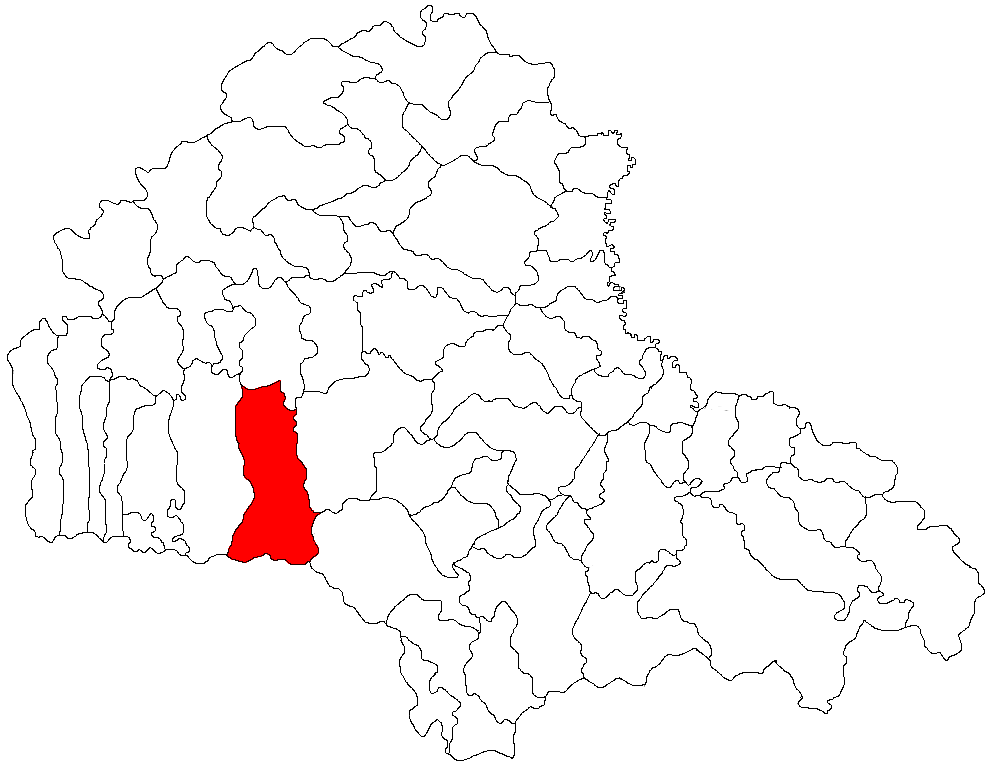
Lage der Gemeinde Hârseni im Kreis Brașov

Die Gemeinde Hârseni liegt in den Nordausläufern der Fogarascher Berge (Munții Făgăraș). Im Südwesten des Kreises Brașov liegt der Ort am Bach Sebeș – ein linker Nebenfluss des Olt (Alt) – und an der Kreisstraße (drum județean) DJ 104B etwa zehn Kilometer südlich von der Stadt Făgăraș (Fogarasch); die Kreishauptstadt Brașov (Kronstadt) befindet sich etwa 80 Kilometer südöstlich entfernt.

## Geschichte
Der Ort Hârseni wurde 1520 erstmals urkundlich erwähnt.
Im Königreich Ungarn lag die Gemeinde im Stuhlbezirk Fogaras (heute Făgăraș) im Komitat Fogaras, anschließend im Kreis Făgăraș und ab 1950 im heutigen Kreis Brașov an.

## Bevölkerung
Bei der Volkszählung 1850 wurden auf dem Areal der Gemeinde Hârseni 3409 Menschen gezählt. In der von überwiegend rumänischer Bevölkerung lebenden Gemeinde, wurde die höchste Einwohnerzahl (3767) und auch gleichzeitig die der Rumänen (3728) 1900 registriert. Die höchste Einwohnerzahl der Magyaren (39) wurde 1910, die der Rumäniendeutschen (25) 1890 und die der Roma (170) 1930 ermittelt. 2011 lebten in der Gemeinde Hârseni 2103 Menschen. 1932 waren Rumänen, 101 Roma und restliche machten keine Angaben zu ihrer Ethnie.

## Sehenswürdigkeiten

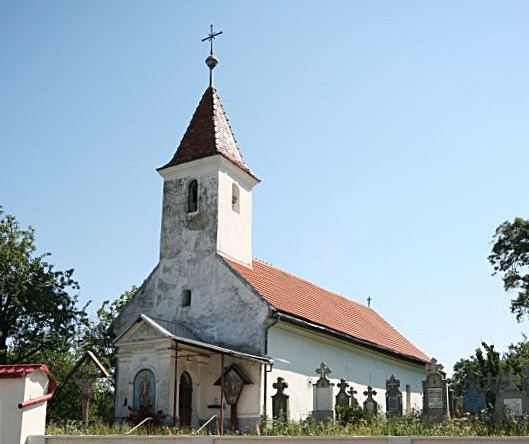
Sf. Nicolae Kirche in Mărgineni

- Im eingemeindeten Dorf Copăcel die rumänisch-orthodoxe Kirche Buna Vestire, zwischen 1727 und 1797 errichtet,[6] steht unter Denkmalschutz.[7]
- Im eingemeindeten Dorf Mărgineni die Sf. Nicolae Kirche 1791 errichtet,[8] steht unter Denkmalschutz.[7]

## Persönlichkeiten
- David Urs de Margina (1816–1897), rumänischstämmiger österreichischer Offizier, in Mărgineni geboren.